# Pavel Štěpánek
Pavel Štěpánek (* 5. září 1956 Praha) je český ekonom, v letech 1999 až 2005 člen bankovní rady České národní banky.

## Život
Vystudoval obor finance na Vysoké škole ekonomické v Praze, kde také po ukončení studia v roce 1979 působil jako asistent.
V roce 1981 nastoupil na ministerstvo financí jako odborný referent. Na ministerstvu postupně působil ve studijně-výzkumném centru, v oddělení veřejných financí a v letech 1992 až 1997 vedl odbor finanční politiky. V roce 1998 byl jmenován náměstkem ministra financí pro problematiku finanční politiky, mezinárodních vztahů, kapitálového trhu a privatizaci bank.
Zastával také krátce funkci člena dozorčí rady Poštovní banky a v letech 1993 až 1998 byl členem prezidia Fondu národního majetku. V roce 1998 byl po krátkou dobu asistentem generálního ředitele České spořitelny.
V letech 1990 až 1992 absolvoval rovněž zahraniční studijní pobyty při Mezinárodním měnovém fondu, které se zaměřovaly na problematiku daní a veřejných financí.
Na začátku února 1999 jej prezident Václav Havel jmenoval členem bankovní rady České národní banky, funkce se ujal dne 13. února 1999. V bankovní radě působil do 12. února 2005.
Po odchodu z ČNB pracoval do roku 2006 jako náměstek výkonného ředitele České bankovní asociace. V letech 2007 až 2011 pak byl členem Rady ředitelů Evropské banky pro obnovu a rozvoj, kde zastupoval Českou republiku, Slovensko, Maďarsko a Chorvatsko. Od 1. září 2011 se stal výkonným ředitelem České bankovní asociace.
Na VŠE v Praze přednáší téma finanční politiky. O této problematice publikuje v denním a odborném tisku.